# The Longing
The Longing ist ein Indie-Point-and-Click-Adventure und Idle-Game der deutschen Entwickler Studio Seufz. Es wurde am 5. März 2020 veröffentlicht. Basierend auf der Kyffhäusersage handelt das Spiel von einem Wesen namens „Schatten“, das den Auftrag erhält, 400 Tage zu warten, um dann einen schlafenden König erwecken zu können. Während dieser Wartezeit muss der Schatten Wege finden, sich die Zeit zu vertreiben. Das Spiel zeichnet sich dadurch aus, dass die 400 Tage in Echtzeit verlaufen, unabhängig davon, ob das Spiel geöffnet ist oder nicht. The Longing erhielt positive Kritiken und wurde für seinen experimentellen Charakter gelobt.

## Spielprinzip und Handlung
Das Spielprinzip von The Longing basiert auf einem in Echtzeit ablaufenden Countdown von 400 Tagen, in denen der Spielercharakter namens „Schatten“ darauf wartet, seinen König zu wecken. Die Interaktion mit der Spielwelt ist bewusst langsam gestaltet, etwa durch die träge Laufgeschwindigkeit des Schatten. Das Spielprinzip beinhaltet hauptsächlich das Erforschen von Höhlen, das Sammeln von Ressourcen um das Zuhause des Schatten mit Einrichtungsgegenständen zu versehen, sowie anderen zeitvertreibenden Aktivitäten wie Malen und Lesen. Die Bücher bestehen hauptsächlich aus klassischer Literatur wie Moby-Dick und Also sprach Zarathustra, welche durch das Project Gutenberg bereitgestellt wurden. Viele Aspekte des Spiels sind zeitabhängig, zum Beispiel Tore, welche sich erst nach längerer Zeit öffnen, um neue Bereiche freizugeben. Das Spiel ist so angelegt, dass es mit Funktionen wie einem Wegpunktesystem zumindest teilweise Fortschritt ermöglicht, ohne dass der Spieler aktiv sein muss. Dieses ermöglicht den Schatten automatisch an eine zuvor gespeicherte Position, direkt in sein Zuhause oder zu einer zufälligen Position laufen zu lassen.
Das Hauptziel des Spielers basiert auf einer Liste von Dingen, welche das Leben des Schatten verbessern können, allerdings ist keine der Tätigkeiten zwingend notwendig, da die Zeit im Spiels unabhängig von äußeren Einflüssen unweigerlich fortschreitet. Dennoch gibt es Wege, die Zeit zu manipulieren, etwa ein Aufenthalt in den „Hallen der Ewigkeit“, da dort die Zeit stillsteht. Zudem läuft die Zeit schneller ab, wenn das Zuhause vom Schatten schön eingerichtet ist, oder wenn bestimmte Aktionen wie Lesen oder Musizieren ausgeführt werden. Aufgrund der konstant ablaufenden Zeit ist es möglich, das Spiel durchzuspielen, indem es nach 400 Tagen gestartet wird um den König zu erwecken, auch wenn dies nicht der angedachte Spielverlauf ist. Um Cheaten zu verhindern, hat das Spiel ein Gefängnis, in welches der Spieler eingesperrt wird, wenn die Systemzeit des Computers geändert wurde. Das Spiel bietet verschiedene Enden, wobei nicht alle auf der 400-tägigen Wartezeit basieren.

## Entwicklung und Veröffentlichung
Die Geschichte von The Longing wurde hauptsächlich von der Kyffhäusersage inspiriert, insbesondere durch einen Zwerg aus dem Gedicht Der alte Barbarossa von Friedrich Rückert, welches auf der Sage basiert. Dort wird ein Zwerg damit beauftragt, alle 100 Jahre zu prüfen, ob der König bereit ist aufzuwachen. Anselm Pyta, der leitende Entwickler von The Longing, empfand den Charakter als interessant und fokussierte sich auf ihn und dessen geistige Verfassung. Entsprechend ist das Spiel rund um das Thema Einsamkeit herum entwickelt worden. Das Spielprinzip wurde durch Idle Games wie Clicker Heroes inspiriert. Noch vor der Veröffentlichung gab es eine Demo, welche auf der AdventureX 2019 zu sehen war. Das Spiel wurde am 5. März 2020 auf Steam für Windows, macOS sowie Linux veröffentlicht. Im April 2021 wurde eine Version für die Nintendo Switch veröffentlicht.

## Rezeption
The Longing wurde für seine experimentelle Erzählstruktur in der Fachpresse positiv gelobt und erhielt einige Computerspielpreise. Auf Metacritic wurde eine durchschnittliche Wertung von 79 % erreicht.

### Preise und Nominierungen
| Preis                               | Kategorie                 | Ergebnis  | Weblink |
| ----------------------------------- | ------------------------- | --------- | ------- |
| 2020 Deutscher Computerspielpreis   | Best Debüt                | gewonnen  | [ 13 ]  |
| 2020 Independent Games Festival     | Nuovo Award               | nominiert | [ 14 ]  |
| A MAZE 2019                         | Long Feature Award        | gewonnen  | [ 15 ]  |
| Animated Games Award Germany 2019   |                           | nominiert | [ 16 ]  |
| Ludicious Zürich Game Festival 2020 | Innovation in Games Award | gewonnen  | [ 17 ]  |